# Melinis minutiflora
Espèce
Melinis minutiflora, mélinis à petites fleurs, herbe à mélasse ou herbe à miel, est une espèce de plantes monocotylédones de la famille des Poaceae, sous-famille des Panicoideae, originaire d'Afrique tropicale.

## Description

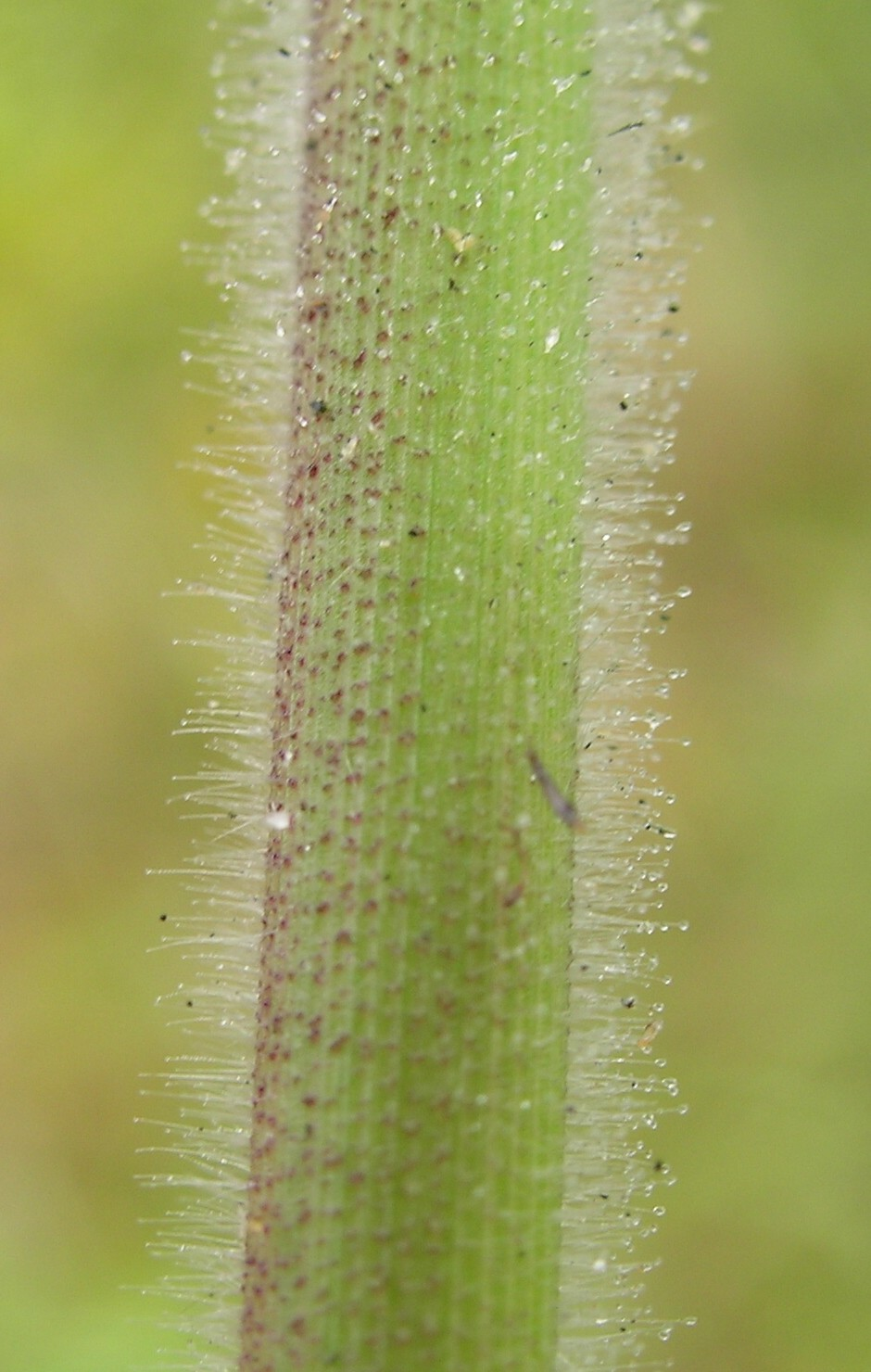
Poils glanduleux de Melinis minutiflora

### Aspect général
Melinis minutiflora est une graminée herbacée vivace, qui peut atteindre de 80 à 150 cm de haut. Elle forme d'épais tapis pouvant atteindre jusqu'à un mètre d'épaisseur quand ses longue tiges élancées s'affaissent les unes sur les autres. Elle peut également s'étendre sur d'autres plantes, les utilisant comme support, à la manière d'une plante grimpante.

### Feuilles
Les feuilles sont simples, engainantes et ont une ligule poilue. Elles portent sur leurs deux faces des poils à la base desquels se trouvent des poils glanduleux qui sécrètent un liquide collant, à l'odeur sucrée, (d'où les noms vernaculaires d'« herbe à miel » ou « herbe à mélasse »).

### Fleurs
L'inflorescence se présente comme une panicule rousse assez lâche, de 10 à 20 centimètres de long, pourvue d'épillets munis de longues arêtes poilues.
La période de floraison est courte et l'époque de floraison peut varier selon les endroits où pousse la plante. Melinis minutiflora fleurit généralement entre avril et juin dans l'hémisphère sud et en novembre dans l'hémisphère nord.

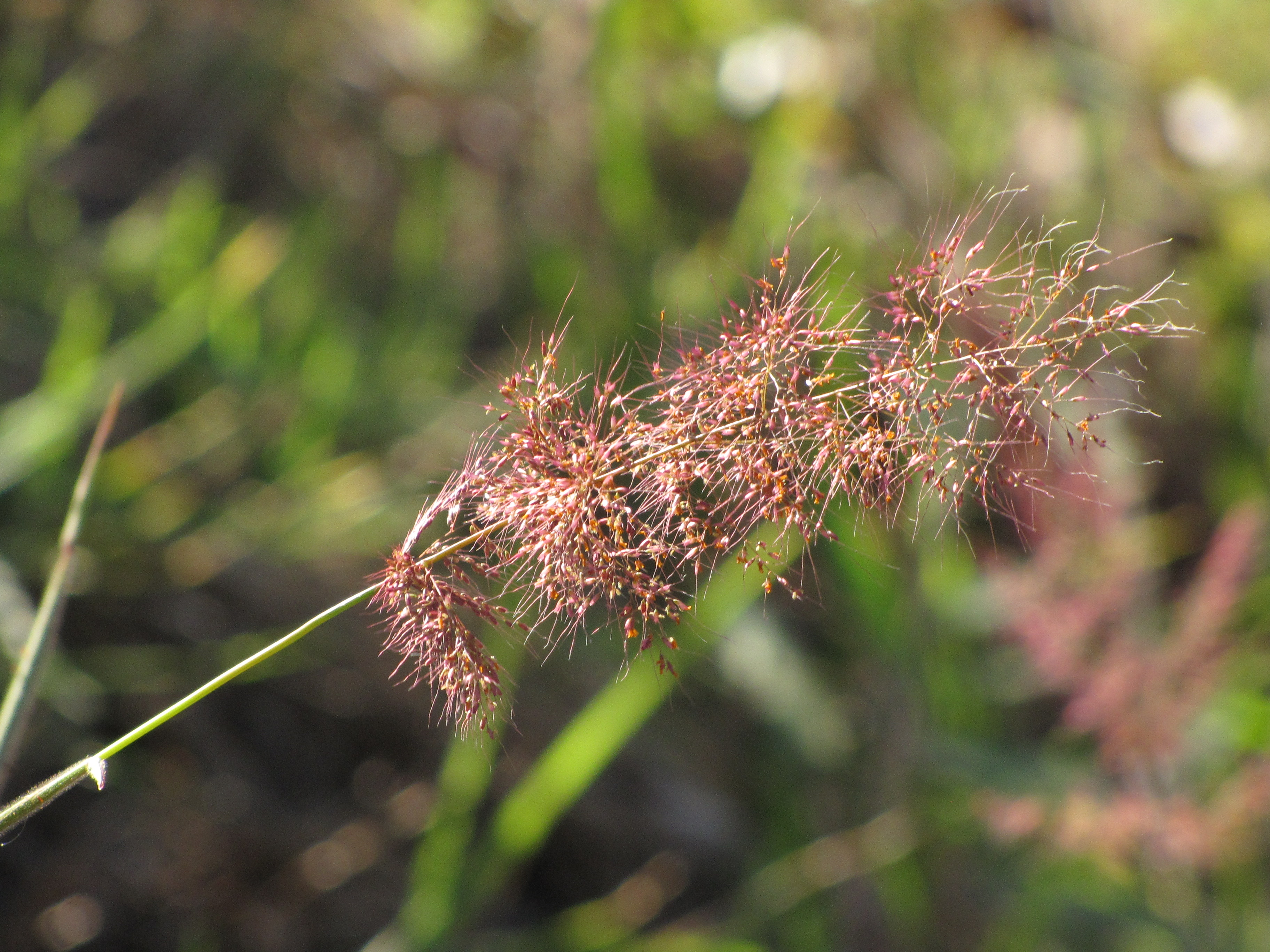
Panicule

### Fruits
Les fruits sont des caryopses qui sont dispersés par le vent (anémochorie).

## Distribution
L'aire de répartition originelle de Melinis minutiflora se situe en Afrique tropicale, où elle se présente sous la forme de deux populations disjointes dans l'ouest et dans l'est du continent.
L'espèce est largement présente dans de nombreuses régions tropicales et subtropicales. Elle s'est souvent naturalisées après avoir été introduite comme plante fourragère (avec peu de succès, car cette herbacée est finalement peu appréciée par le bétail). On la rencontre notamment en Asie tropicale (Inde, Indochine, Papouasie-Nouvelle-Guinée) et tempérée (Chine, Taïwan), en Australie, en Océanie (Hawaï, Palaos, Polynésie française, Nouvelle-Calédonie, Niue, Tonga, Wallis-et-Futuna), en Amérique du Nord (Mexique et sud-est des États-Unis (Floride)  et dans certaines parties de l'Amérique centrale et des Caraïbes (Antilles, Belize, Costa Rica, El Salvador, Guatemala, Honduras, Nicaragua, Panama) et de l'Amérique du Sud, en particulier au Brésil, mais également en Guyana, Suriname, Venezuela, Argentine, Chili, Paraguay, Uruguay, Bolivie, Colombie, Équateur, Pérou),.
En Nouvelle-Calédonie, elle s'est répandue jusqu'à constituer la principale composante herbacée de la savane de la chaîne centrale.

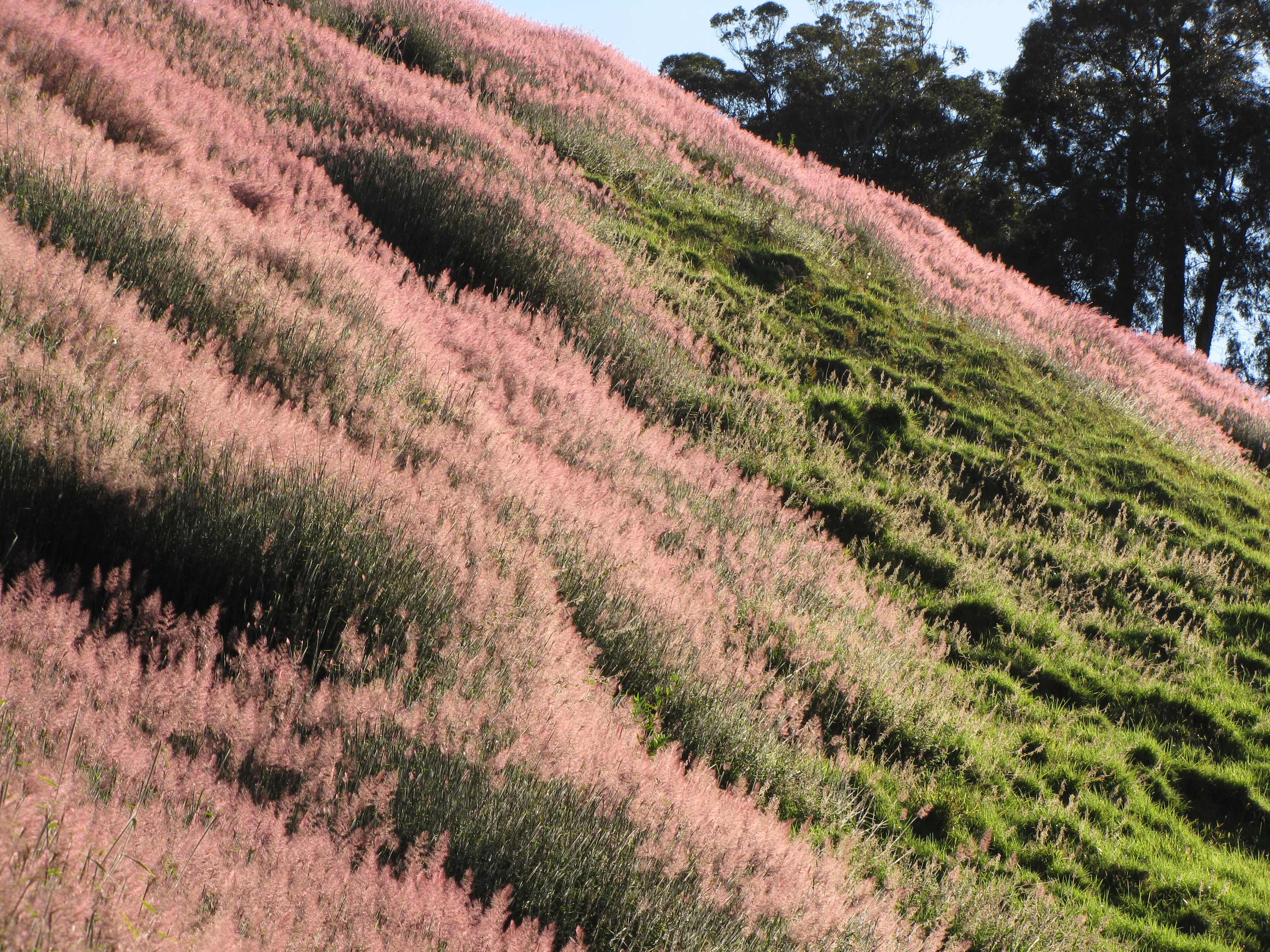
Progression de fourrés monospécifiques de Melinis minutiflora

## Caractère envahissant
Melinis minutiflora est une plante pyrophile, qui joue un grand rôle dans l'écologie du feu dans les régions où elle croît.
Dans la savane brésilienne (cerrado), cette espèce est devenue envahissante et dominante en raison de la fréquence accrue des incendies.
Quand un incendie se produit, l'herbe à mélasse, espèce pionnière des milieux ouverts ou incendiés, colonise très rapidement la zone perturbée. On constate des exemples de ce phénomène dans presque toutes les régions où l'herbe à mélasse s'est naturalisée, en particulier en Australie, au Brésil, à Hawaï et en Nouvelle-Calédonie (où elle aurait été introduite en 1940),,, où cette graminée accroît le risque d'incendie dans les zones où elle s'est établie.
Melinis minutiflora augmente la probabilité des incendies partout où elle est installée parce que c'est une plante cassante, fragile, qui brûle facilement.
Ce cycle « herbe / incendie » dans lequel l'herbe à mélasse s'établit, brûle facilement, puis se rétablit et brûle à nouveau, porte atteinte à la capacité des plantes autochtones de croître et prospérer dans leur environnement d'origine.
Une des conséquences de ce cycle est une baisse de la biodiversité dans les zones concernées.

## Taxinomie
L'espèce Melinis minutiflora a été décrite par le botaniste français, Palisot de Beauvois, et publiée  en 1812 dans son Essai d'une nouvelle agrostographie (p. 54, pl. 11, f. 4.).
Noms vernaculairesherbe à miel, herbe de mélasse, herbe à molasse, herbe molasse, herbe du Brésil, mélinis, mélinis à petites fleurs,,.

### Synonymes
Selon Catalogue of Life (21 octobre 2016) :
- Agrostis glutinosa Fisch. ex Kunth
- Agrostis glutinosa Nees, pro syn.
- Agrostis polypogon Salzm. ex Steud., pro syn.
- Melinis maitlandii Stapf & C.E.Hubb.
- Melinis maitlandii f. mutica (Chiov.) Robyns
- Melinis minutiflora var. glutinosa (Nees) Kuntze
- Melinis minutiflora var. inermis (Döll) Rendle
- Melinis minutiflora f. inermis (Döll) Stapf & C.E.Hubb.
- Melinis minutiflora var. inodora Kuntze
- Melinis minutiflora f. mutica Chiov., nom. illeg.
- Melinis minutiflora var. mutica Hack.
- Melinis minutiflora var. pilosa Stapf
- Melinis minutiflora var. setigera Clayton
- Melinis purpurea Stapf & C.E.Hubb.
- Melinis tenuinervis Stapf
- Melinis tenuinervis f. mutica Peter, nom. nud.
- Melinis tenuinervis var. parvispicula Peter, nom. nud.
- Muhlenbergia brasiliensis Steud.
- Panicum melinis Trin., nom. superfl.
- Panicum melinis var. inerme Döll
- Panicum minutiflorum (P.Beauv.) Raspail
- Suardia picta Schrank
- Tristegis glutinosa Nees

### Liste des variétés
Selon Tropicos (21 octobre 2016) (Attention liste brute contenant possiblement des synonymes) :
- Melinis minutiflora var. biaristata Rendle
- Melinis minutiflora var. effusa Rendle
- Melinis minutiflora var. glutinosa (Nees) Kuntze
- Melinis minutiflora var. inermis (Döll) Rendle
- Melinis minutiflora var. inodora Kuntze
- Melinis minutiflora var. minutiflora
- Melinis minutiflora var. mutica Hack.
- Melinis minutiflora var. pilosa Stapf
- Melinis minutiflora var. setigera Clayton